# Nando Fernando Morais
Nando Fernando Morais (ur. 27 stycznia 1966) – angolski piłkarz grający na pozycji bramkarza.

## Kariera klubowa
W swojej karierze piłkarskiej Nando grał w takich klubach jak: Atlético Sport Aviação i Petro Atlético.

## Kariera reprezentacyjna
W reprezentacji Angoli Nando zadebiutował w 1998 roku. W tym samym roku został powołany do kadry Angoli na Puchar Narodów Afryki 1998. Na nim był rezerwowym bramkarzem i nie rozegrał żadnego meczu.